# Гудкова, Татьяна Михайловна
Татьяна Михайловна Гудкова (род. 11 января 1993, Смоленск) — российская шпажистка. Заслуженный мастер спорта,4-кратная чемпионка мира по юниорам, чемпионка мира 2014 года и 2017 года, серебряный призёр Чемпионата Европы в командном первенстве.
Трёхкратная чемпионка России, двукратная победительница этапа Кубка мира среди юниоров, а также призёр первенств Европы и мира..

## Биография
Родилась 11 января 1993 года в Смоленске.
Окончила факультет физической культуры и спорта Смоленской государственной академии физической культуры, спорта и туризма.
Фехтованием занимается с 2002 года. Первым тренером был Владимир Семенович Карпов, который вложил основную базу в спортсменку. В связи с ухудшением здоровья тренера перешла к Капулкину Михаилу Львовичу. В 15 лет уехала в Москву учиться в училище олимпийского резерва под руководством Александра и Виталия Кислюниных .На протяжении 10 лет единой командной покоряли международные вершины. Последние три года работала с Мазиной Марией Валерьевной . За сборную России выступает с 2008 года..
Выступает за ЦСКА, имеет воинское звание лейтенант .